# Шилькрут, Давид Исаакович
Давид Исаакович Шилькрут (также Давид Исакович и Дов Ицикович, англ. Dov I. Shilkrut; 23 августа 1925, Галац — 10 ноября 1998, Беэр-Шева) — молдавский советский и израильский математик, механик. Кандидат физико-математических наук (1952), доктор технических наук (1971), профессор (1976).

## Биография
Родился в Галаце в семье из Аккермана; после войны семья жила в Черновцах. Учился в Одесском институте инженеров водного транспорта (1946), окончил физико-математический факультет Львовского университета (1948). В 1949—1952 годах преподавал математику в средней школе в Черновцах. В 1952 году на отделении механики Львовского университета защитил диссертацию кандидата физико-математических наук по теме «О динамических задачах теории не вполне упругой среды и об их применении к продольным колебаниям необтянутых проволочных канатов». В 1952—1959 годах — ассистент, затем доцент Львовского лесотехнического института.
С 1959 года преподавал в Кишинёвском университете (доцент), в 1969—1978 годах — в Кишинёвском политехническом институте (профессор кафедры «Теория и технология строительства»; будучи на протяжении ряда лет исполняющим обязанности заведующего кафедрой сопротивления материалов, дважды представлялся на должность заведующего и оба раза не был утверждён). Научный сотрудник отдела энергетической кибернетики АН МССР. Диссертацию доктора технических наук по теме «Качественные исследования и приближённые решения на ЭВМ некоторых задач нелинейной теории оболочек и пластинок» защитил в 1967 году (утверждена ВАК в 1971 году).
С 1978 года — в Израиле, профессор механики деформируемых систем Университета имени Бен-Гуриона (Department of Mechanical Engineering), в 1981—1985 годах директор Центра аэродинамических исследований Перлстоуна на этом отделении (The Pearlstone Center for Aeronautical Studies, Department of Mechanical Engineering).
Автор научных трудов в области теории упругого тела (в том числе теории оболочек), строительной механики. Посмертно была издана обобщающая монография Д. И. Шилькрута «Stability of Nonlinear Shells: On the Example of Spherical Shells» (Стабильность нелинейных оболочек: на примере сферических оболочек, 2002).

## Семья
Родители — Исаак (Ицик) Бенционович Шилькрут (1886—1971), уроженец Аккермана из раввинской семьи, и Кейла Берловна Беренштейн (1896—1974), родом из Жабокрича.

## Монографии
- Некоторые задачи нелинейной теории оболочек и пластин и их решение на ЭВМ. Кишинёв: Штиинца, 1967. — 108 с.
- Решение задач нелинейной теории оболочек на аналоговых вычислительных машинах методом прямого моделирования и на ЦВМ методом непосредственного сведения к задаче Коши. Кишинёв: Штиинца, 1969. — 144 с.
- Вопросы нелинейной теории оболочек и стержней (Сборник статей) / Науч. ред. доц. Д. И. Шилькрут; Кишинёвский политехнический институт им. С. Лазо. Кишинёв, 1969. — 97 с.
- Вопросы качественной теории нелинейных оболочек. Кишинёв: Штиинца, 1974. — 144 с.
- Устойчивость нелинейных оболочек. Кишинёв: Штиинца, 1977. — 104 с.
- Dov Shilkrut. Stability of Nonlinear Shells: On the Example of Spherical Shells. Studies in Applied Mechanics 48. Oxford: Elsevier, 2002. — 496 pp.[11]

## Публикации
- D. I. Shilkrut. The Solution of Nonlinear Problems of the Plate and Shell Theory by the Method of Small-step Loading. Defense Technical Information Center, 1970.
- Шилькрут Д. И. Единая реологическая гипотеза для описания совместного влияния гистерезиса и наследственных (релаксационных) явлений на колебательные процессы в не вполне упругих системах. Рассеяние энергии при колебаниях упругих систем. Киев: Издательство АН УССР. 1963. С. 97—111.
- Шилькрут Д. И. Об одном методе приближённого решения обыкновенных дифференциальных уравнений (1965)
- Вырлан П. М., Шилькрут Д. И. Об устойчивости форм равновесия геометрически нелинейных сферических оболочек // Изв. АН СССР. МТТ. № 4. 1978. С. 170—176.
- Shilkrut D. Solutions of some stability problems in the theory of geometrically non-linear shells. Israel J. Techn. 18 (1980) 76—83.
- Shilkrut D. Investigation of Axisymmetric Deformation of Geometrically Nonlinear, Rotationally Orthotropic, Circular Plates. Int. J. Non-Linear Mechanics, Vol. 18, No. 2, pp 95–118, 1983.
- Shilkrut D. Bifurcation in tension of nonlinear spherical caps. ASCE J Engng Mech Div 1983; 109:289—196.
- Shilkrut D. Stability and Vibration of Geometrically Nonlinear Cylindrically Orthotropic Circular Plates. J. of Applied Mechanics, 345—360, Vol. 51, June 1984.
- Shilkrut D. On the influence of the paths of conservative multiparametrical loading on equilibrium states of geometrically nonlinear structures. Comput. Struct. 1992; 44:137—146.
- Патенты Д. Шилькрута